# Giải bóng đá hạng ba quốc gia Cộng hòa Síp 1984–85
Giải bóng đá hạng ba quốc gia Cộng hòa Síp 1984–85 là mùa giải thứ 14 của giải bóng đá hạng ba Cộng hòa Síp. Orfeas Athienou giành danh hiệu đầu tiên.

## Thể thức thi đấu
Có 16 đội bóng tham gia Giải bóng đá hạng ba quốc gia Cộng hòa Síp 1984–85. Tất cả các đội thi đấu với nhau hai lần, một ở sân nhà và một ở sân khách. Đội bóng nhiều điểm nhất vào cuối mùa giải sẽ là đội vô địch. Hai đội đầu bảng sẽ lên chơi ở Giải bóng đá hạng nhì quốc gia Cộng hòa Síp 1985–86. Ba đội cuối bảng xuống chơi tại Giải bóng đá hạng tư quốc gia Cộng hòa Síp 1985–86.

### Hệ thống điểm
Các đội bóng nhận được 2 điểm cho một trận thắng, 1 điểm cho một trận hòa và 0 điểm cho một trận thua.

## Bảng xếp hạng
| Vị thứ | Đội bóng                   | St. | T. | H. | B. | BT. | BB. | BT. | Đ  | Ghi chú                                                                 |
| ------ | -------------------------- | --- | -- | -- | -- | --- | --- | --- | -- | ----------------------------------------------------------------------- |
| 1      | Orfeas Athienou            | 30  |    |    |    | 49  | 26  | +23 | 43 | Vô địch-Thăng hạng Giải bóng đá hạng nhì quốc gia Cộng hòa Síp 1985–86. |
| 2      | Othellos Athienou FC       | 30  |    |    |    | 38  | 18  | +20 | 42 | Thăng hạng Giải bóng đá hạng nhì quốc gia Cộng hòa Síp 1985–86.         |
| 3      | Ethnikos Assia FC          | 30  |    |    |    | 42  | 24  | +18 | 39 |                                                                         |
| 4      | AEM Morphou                | 30  |    |    |    | 42  | 27  | +15 | 36 |                                                                         |
| 5      | AEK Kythreas               | 30  |    |    |    | 34  | 24  | +10 | 33 |                                                                         |
| 6      | APEP FC                    | 30  |    |    |    | 55  | 39  | +16 | 31 |                                                                         |
| 7      | Onisilos Sotira            | 30  |    |    |    | 38  | 37  | +1  | 30 |                                                                         |
| 8      | ASO Ormideia               | 30  |    |    |    | 37  | 45  | -8  | 30 |                                                                         |
| 9      | Kentro Neotitas Maroniton  | 30  |    |    |    | 40  | 41  | -1  | 29 |                                                                         |
| 10     | Digenis Akritas Morphou FC | 30  |    |    |    | 26  | 36  | -10 | 28 |                                                                         |
| 11     | Ethnikos Defteras          | 30  |    |    |    | 33  | 32  | +1  | 27 |                                                                         |
| 12     | Elpida Xylofagou           | 30  |    |    |    | 30  | 35  | -5  | 27 |                                                                         |
| 13     | Neos Aionas Trikomou       | 30  |    |    |    | 43  | 50  | -7  | 26 |                                                                         |
| 14     | OXEN Peristeronas          | 30  |    |    |    | 38  | 47  | -9  | 24 | Xuống hạng Giải bóng đá hạng tư quốc gia Cộng hòa Síp 1985–86.          |
| 15     | Iraklis Gerolakkou         | 30  |    |    |    | 31  | 56  | -25 | 24 | Xuống hạng Giải bóng đá hạng tư quốc gia Cộng hòa Síp 1985–86.          |
| 16     | ASIL Lysi                  | 30  |    |    |    | 24  | 63  | -39 | 11 | Xuống hạng Giải bóng đá hạng tư quốc gia Cộng hòa Síp 1985–86.          |

Hệ thống điểm: Thắng=2 điểm, Hòa=1 điểm, Thua=0 điểm
Luật xếp hạng: 1) Điểm, 2) Hiệu số, 3) Bàn thắng